# 黄超 (足球运动员)
黄超（1989年1月13日—），出生于中国江苏，足球运动员。现效力青海森科，司职前锋。
黄超2002年进入深圳香雪上清饮梯队。2006年，黄超入选广东省运动会深圳队，球队获得季军。2007年，黄超升入深圳上清饮预备队。2008年，深圳二队以“香雪上清饮”为名参加香港甲组足球联赛，黄超在17场联赛中打入3球。据说当时香港媒体还特意关注过黄超，认为他是很有潜力的球员。赛季结束后，黄超淡出深圳队，2012年加盟新成立的中乙球队青海森科，首个赛季联赛出场15次，无进球，球队进入全国总决赛，但仅仅排在第四，无缘升级。2013年，青海森科再次冲入全国总决赛，四分之一决赛的对手是深圳风鹏，首回合青海森科主场1比2告负，次回合森科先进一球，但后来被深圳队连扳两球，青海森科球员情绪失控，一连罚下三名球员后，青海队场上球员、替补球员、教练和工作人员纷纷冲向裁判，比赛被迫中断6分钟。比赛重新开始时，裁判向黄超出示红牌，紧接着向宋琛出示红牌，因青海队不足7人，比赛提前结束。赛后媒体报道称黄超在青海队第三人被罚下后挥拳击打了裁判，所以吃到红牌。而青海队员的说法是，裁判先辱骂了黄超和宋琛，二人上前评理，反被裁判以“打裁判”为由罚下。